# Yūsei Matsui
Yūsei Matsui  (松井優征?, Matsui Yūsei) (Saitama, 31 gennaio 1981) è un fumettista giapponese.

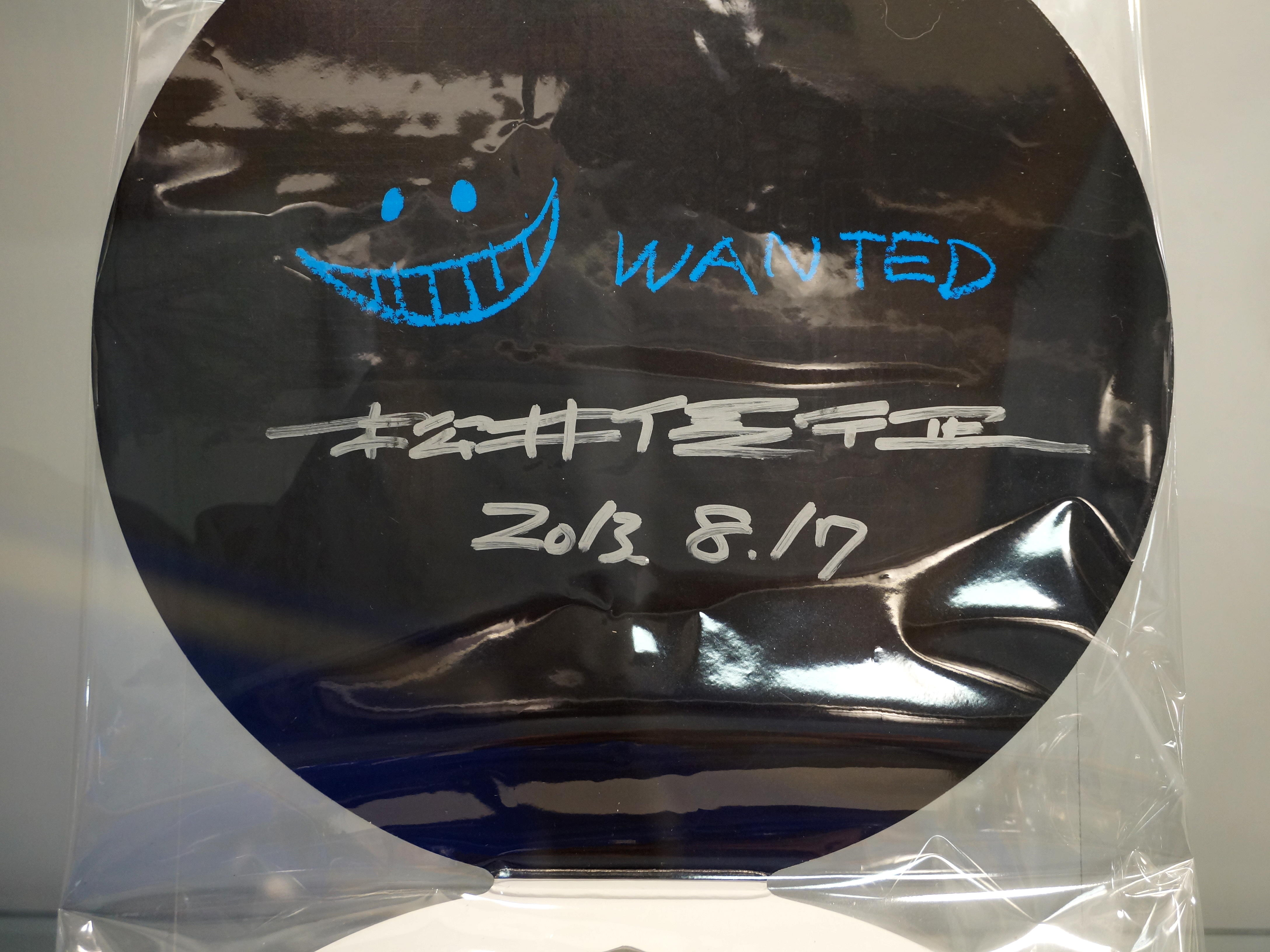
Firma del mangaka

È conosciuto principalmente per le sue opere Nôgami Neuro investigatore demoniaco e Assassination Classroom, che hanno riscosso parecchio successo in Giappone e sono state entrambe adattate in anime.
Ha iniziato la sua carriera come assistente di Yoshio Sawai, l'autore del manga Bobobo-bo Bo-bobo.
Matsui fa un cameo nell'episodio 25 dell'anime di Nôgami Neuro Investigatore Demoniaco, doppiando un mangaka.

## Opere
- Nôgami Neuro investigatore demoniaco (魔人探偵 脳噛ネウロ?, Majin tantei Nōgami Neuro), 2005-2009
- Rikon chōtei (離婚調停?), 2009, one-shot
- Tōkyō depato sensō taikenki (東京デパート戦争体験記?), 2011, one-shot
- Assassination Classroom (暗殺教室?, Ansatsu kyōshitsu), 2012-2016
- The Elusive Samurai (逃げ上手の若君?), 2021-in corso